# Hip-hop industriel
Genres dérivés
Illbient, witch house, gabber
Le hip-hop industriel est un genre mêlant musique industrielle et rythme ou parties vocales du hip-hop.

## Histoire

### Années 1980
Les origines du hip-hop industriel sont retracées dans les chansons de Mark Stewart, Bill Laswell, et Adrian Sherwood. En 1985, l'ancien chanteur du groupe pop Mark Stewart fait paraître As the Veneer of Democracy Starts to Fade, un exemple du style cut-up de la musique industrielle, avec le groupe house Sugar Hill Records (Doug Wimbish, Keith Leblanc, et Skip McDonald). À la fin des années 1980, le groupe Material de Laswell commence à s'inspirer du hip-hop. Adrian Sherwood était une figure majeure du dub britannique, et travaillait également aux côtés de groupes de musique industrielle comme Cabaret Voltaire, Einstürzende Neubauten, Ministry, KMFDM, et Nine Inch Nails.
Tackhead, une collaboration entre Sherwood et le groupe Sugar Hill, revient là où Mark Stewart s'est arrêté. Les Disposable Heroes of Hiphoprisy, originaires de San Francisco, et Meat Beat Manifesto, originaire du Royaume-Uni, sont également les premiers représentants du style. Certains groupes de hip-hop industriel s'inspiraient principalement du volume et de l'intensité bruitiste du groupe Public Enemy. Le groupe indus 23 Skidoo, l'album On the Corner de Miles Davis, et le single Down in It des Nine Inch Nails sont également des œuvres importantes associées au style.

### Années 1990

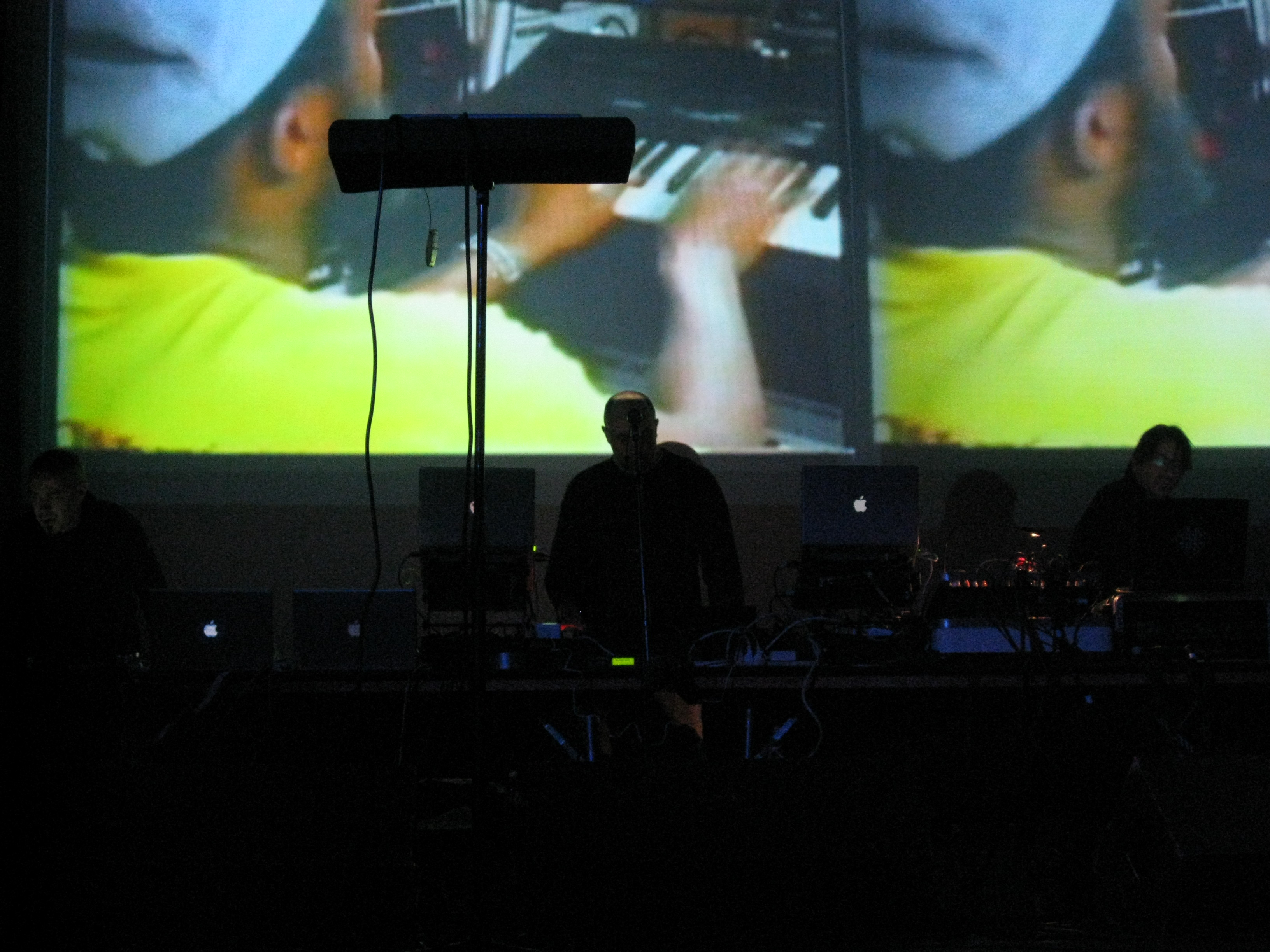
Meat Beat Manifesto, sur scène en 2008.

Le hip-hop industriel est mené par des figures en provenance de différentes scènes musicales. Les musiciens sans doute les plus improbables ayant adopté le style sont Justin Broadrick et Mick Harris, auparavant connus pour avoir développé le style grindcore du metal extrême, lorsqu'ils jouaient avec Napalm Death. Après avoir participé au groupe de jazzcore Pain Killer avec Bill Laswell, le projet de Harris, Scorn, puise dans le dark ambient et le hip-hop industriel. Broadrick s'associe avec Kevin Martin, ancien membre du groupe God (également orienté jazzcore). Les dernières chansons de Godflesh, un groupe de Broadrick, et sa collaboration avec Martin, Ice, Techno Animal (en),, et Curse of the Golden Vampire (en), sont les premiers exemples du hip-hop industriel. Alec Empire, originaire de Berlin, participe également au développement du style dans nombre de ses albums.
Le label allemand Mille Plateaux développe le son à travers ses compilations Electric Ladyland. Ice et Techno Animal ont également collaboré à maintes reprises avec El-P, et d'autres représentants du label Def Jux. Le style illbient de DJ Spooky se rapprochent du développement du hip-hop industriel ; Mutamassik se rapproche de ces deux styles en plus du breakcore.
Le groupe de rock industriel Acumen Nation s'inspire du hip-hop, comme le fait son projet parallèle DJ? Acucrack. D'autres groupes indus mêlant éléments de hip-hop et musique industrielle dans leur musique incluent Rabbit Junk, The Mad Capsule Markets, et The Shizit, des groupes de metal industriel et de digital hardcore. Atari Teenage Riot est également connu pour incorporer des éléments de hip-hop dans certaines de leurs chansons, notamment Carl Crack qui développe un style de MC bien distinct. Dans le genre électro-industriel-metal industriel, il y a le groupe Steril, notable pour mêler beats hip-hop, scratching, et de verses rap à des éléments de musique industrielle. The Kompressor, fait usage de voix distordues dans le style aggrotech. Le super-groupe indus The Damage Manual est connu pour régulièrement incorporer des éléments de hip-hop à leurs chansons.
Le rappeur américano-croate Marz émerge depuis la scène metal industriel de Chicago, travaillant comme ingénieur du son pour l'album Filth Pig (1996), et jouant de la guitare sur Dark Side of the Spoon (1999) de Ministry. Il développe par la suite son propre projet, avec les acolytes de Ministry Rey Washam et Louis Svitek.
Tandis que Broadrick se dévoue principalement pour le post-metal, Martin continuer adopter les styles hip-hop industriel, dancehall et grime avec The Bug. Jace Clayton, un natif de Brooklyn expatrié d'Espagne, se dévoue également au style en plus du breakcore. Filastine, un ancien membre de ¡Tchkung!, pratique également le hip-hop industriel. Le label français Cavage se dévoue lui aussi au style, comme le groupe Les Trolls, originaire de Toulouse. Antipop Consortium, Death Grips, Moodie Black, Dälek, et Hansel, sont également des groupes importants de hip-hop industriel contemporain, ; idem pour Blades of Hades, Allflaws et Saul Williams,,,.

## Genres associés
Le hip-hop industriel est lié (et parfois même confondu avec) des variantes plus expérimentales du trip hop. Il a contribué également au développement du dubstep. Le illbient est également adjacent au hip-hop industriel, voire un possible sous-genre musical. Le hip-hop industriel contemporain est également associé au digital hardcore et au breakcore.